# Chiesa cattolica in Camerun
La Chiesa cattolica in Camerun è parte dell'universale chiesa cattolica, in comunione con il vescovo di Roma, il papa, riconosciuto come suprema guida spirituale.

## Storia
La storia del cattolicesimo in Camerun ha inizio il 18 marzo 1890, quando la Sacra Congregazione per la Propagazione della Fede eresse la prefettura apostolica del Camerun, affidandola ai missionari Pallottini tedeschi. Il 1º ottobre dello stesso anno, sotto la direzione del vescovo Enrico Viet, primo prefetto apostolico del Camerun, il primo gruppo di missionari Pallottini lascia Amburgo e sbarcava a Douala il 25 ottobre, dopo tre settimane e mezzo di viaggio. A causa delle molte difficoltà, i missionari non poterono celebrare la prima messa in territorio camerunese se non l'8 dicembre a nella nuova missione di Marienberg: quel giorno consacrarono la missione alla Vergine Maria, Regina degli Apostoli.
Nel 1912, 22 anni dopo l'arrivo dei Pallottini, un'altra congregazione mise piede in terra camerunese: furono i missionari tedeschi della congregazione dei Sacerdoti del Sacro Cuore di Gesù, ai quali la Santa Sede aveva affidato l'evangelizzazione della nuova prefettura apostolica di Adamaoua, che si estendeva fino al nord del Paese e al Ciad. Ma il lavoro di questi due gruppi di missionari di origine tedesca fu interrotto dalla scoppio della prima guerra mondiale e dall'espulsione dal Paese di tutti i missionari tedeschi. La missione allora fu portata avanti dai laici e dai catechisti.
I trattati di pace decretarono la divisione del Camerun in due zone di influenza, sotto la tutela della Francia e del Regno Unito. Nel territorio sotto protettorato francese arrivarono allora i missionari della congregazione dello Spirito Santo (1922) e i missionari del Sacro Cuore (1920); mentre nel territorio sotto protettorato inglese arrivarono i missionari di Mill Hill (1922). Nel 1946 il nord del Camerun fu affidato ai missionari Oblati di Maria Immacolata.
La Chiesa cattolica camerunese ha ricevuto la visita pastorale di papa Giovanni Paolo II nel 1985 e nel 1995, e quella di papa Benedetto XVI nel 2009.

## Organizzazione ecclesiastica
La Chiesa cattolica è presente sul territorio con 5 sedi metropolitane e 21 diocesi suffraganee.
- l'arcidiocesi di Bamenda ha come suffraganee le diocesi di Buéa, Kumba, Kumbo e Mamfe;
- l'arcidiocesi di Bertoua ha come suffraganee le diocesi di Batouri, Doumé-Abong' Mbang e Yokadouma;
- l'arcidiocesi di Douala ha come suffraganee le diocesi di Bafang, Bafoussam, Edéa, Eséka e Nkongsamba;
- l'arcidiocesi di Garoua ha come suffraganee le diocesi di Maroua-Mokolo, Ngaoundéré e Yagoua;
- l'arcidiocesi di Yaoundé ha come suffraganee le diocesi di Bafia, Ebolowa, Kribi, Mbalmayo, Obala e Sangmélima.

## Statistiche
La Chiesa cattolica conta circa 4.840.000 battezzati su una popolazione di 17 milioni, pari al 28,4% della popolazione. Ci sono 1.350 preti e 2.600 uomini e donne appartenenti a ordini religiosi.
La Chiesa cattolica nel 2004 gestiva:
- 1.493 scuole con 377.000 allievi,
- 28 ospedali e 235 ambulatori,
- 12 lebbrosari,
- 15 orfanotrofi,
- 40 consultori familiari.

## Nunziatura apostolica
La delegazione apostolica di Dakar, con giurisdizione su tutte le colonie francesi dell'Africa continentale ed insulare (ad eccezione delle regioni del Nordafrica), fu istituita il 22 settembre 1948 con il breve Expedit et Romanorum Pontificum di papa Pio XII.
Il 3 maggio 1960 nasce la delegazione apostolica dell'Africa Centro-occidentale con il breve Ad universae Ecclesiae di papa Giovanni XXIII; essa aveva giurisdizione sul Camerun, la Nigeria, il Gabon, l'Oubangui-Chari, il Congo e il Ciad. Sede del delegato apostolico era la città di Lagos in Nigeria.
Il 3 aprile 1965, in forza del breve Qui res Africanas di papa Paolo VI, è istituita la nuova Delegazione apostolica dell'Africa Centrale, con giurisdizione sul Camerun, la Repubblica Centrafricana, il Ciad, il Congo ed il Gabon. Sede del delegato apostolico era la città di Yaoundé.
La nunziatura apostolica in Camerun è istituita il 31 ottobre 1966 con il breve Quemadmodum semper di papa Paolo VI.

### Pro-nunzi apostolici
- Luigi Poggi, arcivescovo titolare di Forontoniana (31 ottobre 1966 - 21 maggio 1969 nominato nunzio apostolico in Perù)
- Ernesto Gallina, arcivescovo titolare di Trevi (16 luglio 1969 - 13 marzo 1971 nominato pro-nunzio apostolico in Iran)
- Jean Jadot, arcivescovo titolare di Zuri (15 maggio 1971 - 23 maggio 1973 nominato delegato apostolico negli Stati Uniti d'America)
- Luciano Storero, arcivescovo titolare di Tigimma (30 giugno 1973 - 14 luglio 1976 nominato pro-nunzio apostolico in India)
- Josip Uhač, arcivescovo titolare di Tharros (7 ottobre 1976 - 3 giugno 1981 nominato pro-nunzio apostolico in Zaire)
- Donato Squicciarini, arcivescovo titolare di Tiburnia (16 settembre 1981 - 1º luglio 1989 nominato rappresentante della Santa Sede presso l'ufficio delle Nazioni Unite di Vienna)
- Santos Abril y Castelló, arcivescovo titolare di Tamada (2 ottobre 1989 - 24 febbraio 1996 nominato nunzio apostolico in Jugoslavia)

### Nunzi apostolici
- Félix del Blanco Prieto, arcivescovo titolare di Vannida (4 maggio 1996 - 5 giugno 2003 nominato nunzio apostolico in Libia e Malta)
- Eliseo Antonio Ariotti, arcivescovo titolare di Vibiana (17 luglio 2003 - 5 novembre 2009 nominato nunzio apostolico in Paraguay)
- Piero Pioppo, arcivescovo titolare di Torcello (25 gennaio 2009 - 8 settembre 2017 nominato nunzio apostolico in Indonesia)
- Julio Murat, arcivescovo titolare di Orange (24 marzo 2018 - 9 novembre 2022 nominato nunzio apostolico in Svezia e Islanda)
- José Avelino Bettencourt, arcivescovo titolare di Cittanova, dal 30 agosto 2023

## Conferenza episcopale
I vescovi camerunesi costituiscono la Conferenza episcopale nazionale del Camerun (Conférence Episcopale Nationale du Cameroun, CENC).
Le origini della conferenza episcopale risalgono all'epoca missionaria. Furono infatti i missionari Pallottini i primi a sentire la necessità di riunirsi per discutere dei problemi legati all'evangelizzazione del Paese. Così nel settembre 1906 a Douala si riunirono i vicari apostolici ed i superiori missionari del Camerun in un sinodo missionario, che venne ripetuto all'inizio del 1914. La prima guerra mondiale e l'espulsione dei missionari tedeschi dal Paese, modificarono le prospettive. In effetti la missione in Camerun, dopo il conflitto mondiale, fu divisa in due: le missioni anglofone dipendevano dalla Nigeria, mentre quella francofone dall'Africa centrale. Nel giugno 1949 si tenne a Yaoundé la prima conferenza plenaria degli Ordinari delle missioni del Camerun francofono: vi presero parte cinque vescovi sotto la presidenza del Delegato apostolico. Una seconda conferenza, questa volta di tutti gli Ordinari del Paese, si tenne a Nkongsamba nell'aprile 1955: da questo momento le riunioni dei vicari apostolici si tennero periodicamente. Il concilio Vaticano II diede grande impulso alla formazione delle conferenze episcopali: i vescovi camerunesi si riunirono diverse volte a Roma, e il 24 novembre 1962 fondarono ufficialmente la Conferenza episcopale del Camerun, che prese la dicitura ufficiale odierna nel 1972: i suoi statuti, redatti già in questo anno, furono approvati definitivamente dalla Santa Sede nel 1986.
La CENC è membro della Association des Conférences Episcopales de la Région de l'Afrique Central (ACERAC) e del Symposium of Episcopal Conferences of Africa and Madagascar (SECAM).

### Presidenti della Conferenza episcopale
- Jean Zoa, arcivescovo di Yaoundé (1962 - 1976)
- Paul Verdzekov, arcivescovo di Bamenda (1976 - 1982)
- Jean Zoa, arcivescovo di Yaoundé (1982 - 1985)
- Christian Wiyghan Tumi, cardinale arcivescovo di Garoua (1985 - 1991)
- Jean-Baptiste Ama, vescovo di Ebolowa-Kribi (1991 - 1994)
- André Wouking, vescovo di Bafoussam e arcivescovo di Yaoundé (1994 - 2000)
- Cornelius Fontem Esua, vescovo di Kumbo (2000 - 2004)
- Simon-Victor Tonyé Bakot, arcivescovo di Yaoundé (febbraio 2004 - 2010)
- Joseph Atanga, S.I., arcivescovo di Bertoua (2010 - aprile 2013)
- Samuel Kleda, arcivescovo di Douala (aprile 2013 - 3 maggio 2019)
- Abraham Boualo Kome, vescovo di Bafang (3 maggio 2019 - 30 aprile 2022)
- Andrew Nkea Fuanya, arcivescovo di Bamenda, dal 30 aprile 2022

### Vicepresidenti della Conferenza episcopale
- Andrew Nkea Fuanya, arcivescovo di Bamenda (3 maggio 2019 - 30 aprile 2022)
- Philippe Alain Mbarga, vescovo di Ebolowa, dal 30 aprile 2022